# Титан (стадіон, Запоріжжя)
Стадіон «Тита́н» — футбольний стадіон у Запоріжжі, домашня арена молодіжних команд футбольного клубу «Металург». Відкритий 23 травня 1969 року як частина інфраструктури титано-магнієвого комбінату. Вміщує 2 000 глядачів, місця для яких обладнано дерев'яними лавами.

## Історія
23 травня 1969 року відбулося відкриття стадіону «Титан», який було збудовано з ініціативи керівництва Запорізького титано-магнієвого комбінату. Арена розмістилася у Заводському районі Запоріжжя. Згодом стадіон перейшов до власності територіальної громади міста, отримав статус комунального закладу позашкільної освіти. Рішенням Запорізької міської ради споруду було віддану у оренду футбольному клубу «Металург». Протягом декількох сезонів свої матчі тут проводила команда «Металург-2», а після її розформування стадіон став домашньою ареною для молодіжного та юнацького складів запорізького клубу.
Наприкінці 2012 року у пресі з'явилася інформація, що прокуратура Заводського району ініціювала порушення справи щодо незаконної передачі стадіону в оренду та намагалася позбавити ФК «Металург» будь-яких прав на проведення спортивних заходів на «Титані», передавши його дитячим закладам. Однак, за словами прес-служби клубу, «Металург» узгодив та підписав з Департаментом науки та освіти угоду, згідно з якою клуб сплачуватиме погодинну оренду стадіону.

## Цікавий факт
8 червня 2010 року під парканом стадіону було знайдено, а згодом знешкоджено на полігоні, артилерійський снаряд калібром 122 мм.